# Grgetići
Grgetići is een plaats in de gemeente Žumberak in de Kroatische provincie Zagreb. De plaats telt 0 inwoners (2001).